# ヘメル・ヘンプスタッド・タウンFC
ヘメル・ヘンプステッド・タウン・フットボールクラブ（Hemel Hempstead Town Football Club）は、イングランド、ハートフォードシャー州ダコラムのヘメル・ヘンプスタッドを本拠地とするサッカークラブチームである。2017-2018シーズンはカンファレンス・サウス（6部相当）に所属。

## 名称変更
- 1885 - 1952 アプスレーFC
- 1952 - 1955 ヘメル・ヘンプスタッドFC
- 1955 - 現在 ヘメル・ヘンプスタッド・タウンFC

## クラブ各種記録
- 5位 サウザンリーグ・プレミアディヴィジョン 2006-2007

## タイトル

### 国内タイトル
- イスミアンリーグ・ディヴィジョン3:1回

1997-1998
- イスミアンリーグ・ディヴィジョン2:1回

1999-2000

### 国際タイトル
- なし

## 歴代所属選手
- ジェイミー・スラッバー 2015-2016